# کوزولری (بسنی)
کوزولری (به ترکی استانبولی: Kuzevleri) یک منطقهٔ مسکونی در ترکیه است که در بسنی واقع شده‌است.